# Entelopes similis
Entelopes similis là một loài bọ cánh cứng trong họ Cerambycidae.